# Irmgard Scheitler
Irmgard Scheitler (* 26. Mai 1950 in München) ist eine deutsche Germanistin.

## Leben
Nach ihrer Promotion in München über das Thema Das geistliche Lied im deutschen Barock 1979 und der Habilitation 1995 (Gattung und Geschlecht. Reisebeschreibungen deutscher Frauen 1780–1850) in Dresden lehrte sie an der Universität Würzburg als außerplanmäßige Professorin. Seit 2015 ist sie im Ruhestand.
Ihre Forschungsschwerpunkte sind frühe Neuzeit, 19. Jahrhundert, Gegenwartsliteratur, Liedforschung und Hymnologie.

## Schriften (Auswahl)
- Das geistliche Lied im deutschen Barock. Berlin 1982, ISBN 3-428-05056-8.
- Gattung und Geschlecht. Reisebeschreibungen deutscher Frauen 1780–1850. Tübingen 1999, ISBN 3-484-35067-9.
- Deutschsprachige Gegenwartsprosa seit 1970. Tübingen 2001, ISBN 3-7720-2977-9.
- Deutschsprachige Oratorienlibretti. Von den Anfängen bis 1730. München 2005, ISBN 3-506-72955-1.